# Protesilaus orthosilaus
Espèce
Protesilaus orthosilaus est une espèce d'insectes lépidoptères (papillons) de la famille des Papilionidae, de la sous-famille des Papilioninae et du genre Protesilaus.

## Taxonomie
Protesilaus orthosilaus a été décrit par Gustav Weymer en 1899 sous le nom de Papilio orthosilaus.
Synonymes : Eurytides orthosilaus; Papilio ampliornatus Röber, 1925.

## Description
Protesilaus orthosilaus est un papillon blanc orné de fines lignes marron, aux ailes antérieures le long du bord externe et six partant du bord costal, plus ou moins courtes sauf la plus proche de l'apex qui rejoint l'angle interne, aux ailes postérieures trois partant du bord costal et allant jusqu'à l'angle interne et caractérisé sur chaque aile postérieure sa très grande queue et une lunule rouge en position anale.

## Écologie et distribution
Il est présent au Brésil et au Paraguay.

### Protection
Pas de statut de protection particulier.